# 小普里瓦洛夫卡农村居民点
小普里瓦洛夫卡农村居民点（俄语：Малоприваловское сельское поселение）是俄罗斯联邦沃罗涅日州上哈瓦区所属的一个农村居民点。其下辖有7个居民点，行政中心为小普里瓦洛夫卡。据2016年统计，该农村居民点的人口为642人。